# Vivir dos veces
Vivir dos veces (em português:  Viver Duas Vezes; em inglês:  Live Twice, Love Once) é um filme de comédia espanhol de 2019 dirigido por María Ripoll. O filme estreou em Madrid em 6 de setembro de 2019. Em agosto de 2020, 50% das oito críticas compiladas no Rotten Tomatoes eram positivas, com uma classificação média de 5,4/10.

## Elenco
- Oscar Martínez como Emilio.
- Inma Cuesta como Julia.
- Mafalda Carbonell como Blanca.
- Nacho López como Felipe.
- Isabel Requena como Margarita.
- Aina Clotet como Camarera.
- Antonio Valero como Lorenzo.
- María Zamora como Catalina.
- Hugo Balaguer como Pau.

## Prêmios
- 2020: Prêmios Cinematográficos José María Forqué: Indicado para o prêmio Cinema e Educação em Valores.[5]